# Губернский (Чехов)
Губернский — микрорайон в городе Чехов Московской области.

## История
Самый крупный и густонаселенный, но при этом самый молодой район города Чехов. Микрорайон был создан в период 2005-2010 годов и представляет собой комплексную застройку жилыми разноэтажными домами (от 12 до 24 этажей) серий И-155, ИП-46С и возводимых по индивидуальному проекту. Находится в северной части города в непосредственной близости от старого Симферопольского шоссе. Строительство отдельных объектов продолжалось до 2016 года.
Во время строительства микрорайона в феврале 2015 года произошло банкротство строительной компании «СУ-155», одного из крупных застройщиков микрорайона, в результате чего пострадало более 4,5 тыс. человек.
В 2017 году население микрорайона достигло 18 тыс. человек или 25% от общей численности населения Чехова.